# Ade Capone
Adelino Capone, más conocido como Ade Capone (Piacenza, Italia, 26 de diciembre de 1958 - Salsomaggiore Terme, Parma, Italia, 4 de febrero de 2015), fue un guionista de cómics, escritor y autor de televisión italiano.

## Biografía

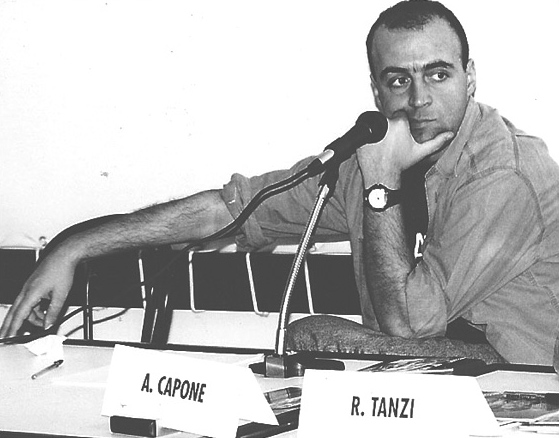
Ade Capone en 1992.

Capone empezó a escribir historietas durante sus años universitarios, debutando en marzo de 1980 en Albo Blitz de la editorial Universo. Escribió numerosas historias breves para Boy Music (Rizzoli), L'Intrepido y Skorpio (Eura Editoriale). Posteriormente, colaboró con la editorial Bonelli, realizando un episodio de Mister No, uno de Martin Mystère y algunas historias de Zagor.
Luego pasó a la Star Comics, para la que creó su personaje de mayor éxito: Lazarus Ledd, el más duradero de los llamados bonellidi. Este cómic fue exportado también a Brasil y en varios países de la ex-Yugoslavia. Para la Star Comics se ocupó también de la edición de historietas de los Estados Unidos (Bravura, Star Fantasy) y ocupó el cargo de director editorial del sector italiano. Bajo su supervisión, la editorial publicó Hammer (de los autores brescianos Vietti, Olivares, Simeoni y Pezzi), Samuel Sand (de Marco Abate y Gianni Barbieri), Goccianera (de Luca Tiraboschi).
En febrero de 2004, en ocasión del evento Torino Comics, presentó Libery, una casa editorial independiente, para la que produjo y escribió miniseries como Erinni (dibujos de Luca Panciroli), Kor One e Il potere e la gloria (dibujado por Stefano Raffaele). Erinni, en particular, tiene el récord de ventas en las tiendas de cómics. Para Liberty desarrolló una colaboración con el autor croata Danijel Žeželj, con el que realizó dos historias: Pagliacci y Nei tuoi occhi. Liberty publicó el libro Gli anni d'oro, escrito en colaboración con el cantante Max Pezzali y basado en las canciones de la banda 883, para la que Capone guionizó el videoclip de la canción Il grande incubo.
En 1995, Capone logró el premio «Fumo di China» como mejor guionista. Tres años después, ganó el premio «Fumo di China» como mejor editor independiente, gracias a Erinni. También ganó el Premio «ANAFI» como cazatalentos, por descubrir dibujantes que han llegado a ser autores establecidos como Giulio De Vita, Stefano Raffaele, Alessandro Bocci, Arturo Lozzi, Armando Rossi, Michele Cropera, Fabio Bartolini y Sergio Gerasi.
En 1997, escribió dos historias de Conan para Marvel Europe, editadas en Italia, España, Francia y Alemania. Para Star Comics, en el bienio 1998-1999 realizó la miniserie de ciencia ficción Morgan: La Sacra Ruota, con el dibujante Leo Ortolani.
En 2005, en los Estados Unidos se editaron sus historias The Power and the Glory (dibujada por Stefano Raffaele) y Connect (dibujos de Sergio Gerasi). El año siguiente, Lazarus Ledd pasó a una periodicidad bimestral, debido a la apretada agenda de su creador. Sin embargo, la decisión no tuvo éxito y la serie regular cerró a finales de año. El cómic continuó con Lazarus Ledd Extra, una serie de álbumes semestrales de 128 páginas, que se publicó hasta 2009. Para Star Comics creó Trigger, una miniserie bimestral. Trabajó para un álbum digital que presentaba un crossover entre Lazarus Ledd y Sam Fisher, protagonista de la serie de videojuegos Splinter Cell, coproducido por Ubisoft. La historia fue premiada por Ubisoft France como mejor promoción de ventas en Europa.

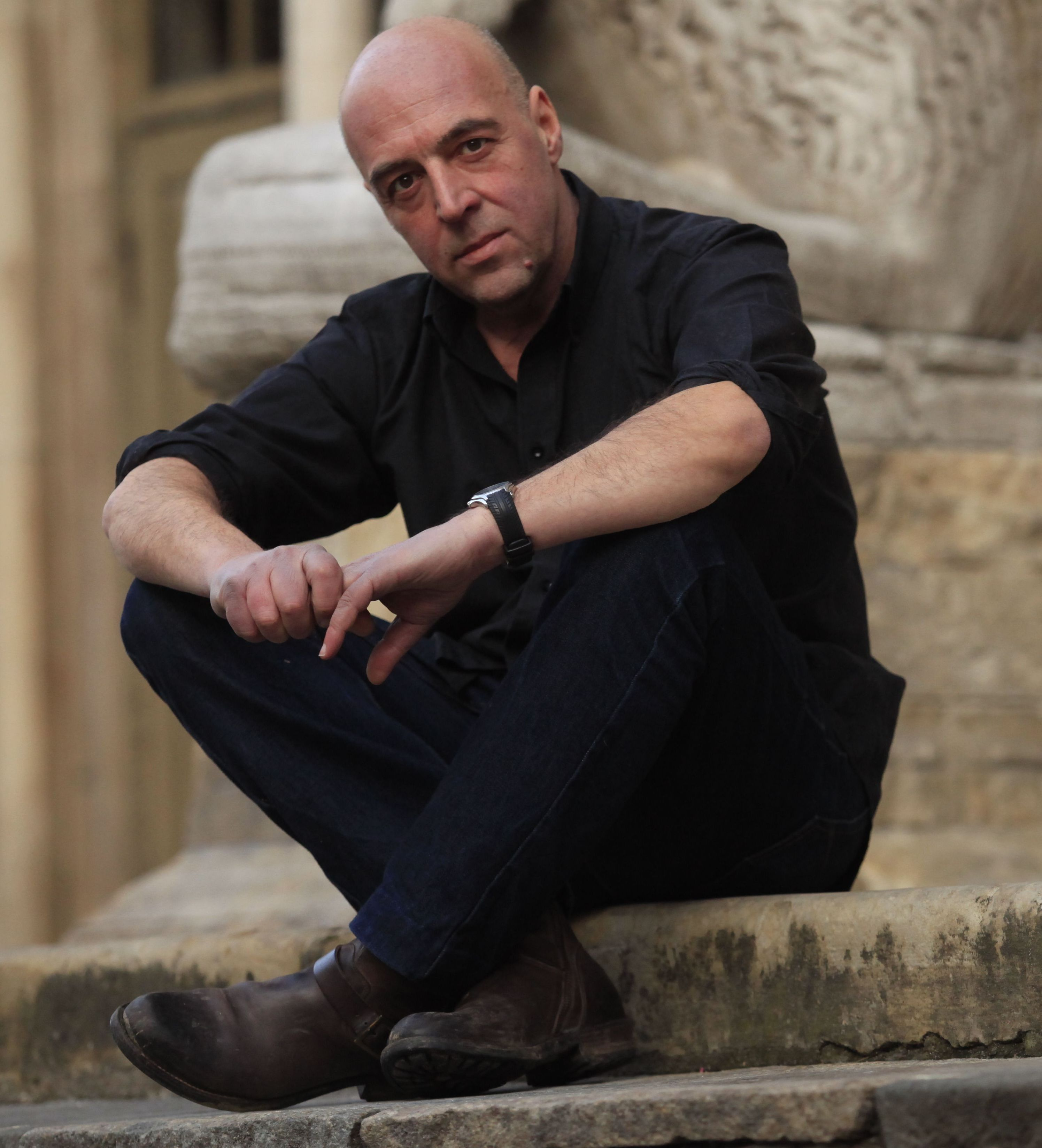
El escritor en 2013.

A partir de 2005, se desempeñó principalmente como autor de televisión, trabajando para programas de Mediaset como Mistero, Il bivio - Cosa sarebbe successo se…, Buddy, Quello che le donne non dicono, Real C.S.I. e Invincibili.
Colaboró con varios escritores, como Valerio Evangelisti y Andrea G. Pinketts. En 2011, publicó Contatto, un libro sobre las abducciones alienígenas y, en 2012, Indagine sull'Aldilà sul tema dell'esistenza della vita dopo la morte. Volvió a escribir para Zagor, publicando un álbum especial en enero de 2013. En noviembre del mismo año, publicó el libro Adam Kadmon, dedicado al personaje del programa televisivo Mistero, del que fue uno de los autores. De Mistero dirigió también la revista correspondiente, editada por Fivestore (RTI-Mediaset), para la que también escribió artículos.
En Lucca Comics 2014 anunció la publicación, para 2015, del episodio final de Lazarus Ledd, titulado "The End", del que publicó un booktrailer en noviembre de 2015. Sin embargo, el 4 de febrero de 2015, Capone falleció prematuramente por un infarto, a los 56 años de edad.